# Lingua abcasa
La lingua abcasa (nome nativo аԥсуа бызшәа?, aṕsua byzšãa; аԥсшәа?, aṕsšãa) è una lingua caucasica nordoccidentale parlata in Abcasia e Turchia dagli Abcasi. 
In Abcasia, l'abcaso è parlato da circa 100 000 persone mentre in Turchia il numero di persone ammonta a circa 50 000.

## Classificazione
L'abcaso è una lingua della parte nord-occidentale del Caucaso. È stata avanzata l'ipotesi che tali lingue siano in relazione con le lingue della parte nord-orientale del Caucaso, ed entrambe sono spesso uniti sotto il nome di lingue del Caucaso del nord.
L'abcaso è spesso unito con l'abazo in un'unica lingua, Abcaso-Abazo. Grammaticalmente, i due sono molto simili; comunque, le differenze nella fonologia sono sostanziali, e sono le principali ragioni per cui molti altri linguisti preferiscono considerarle due lingue separate.
La scrittura abcasa utilizza l'alfabeto cirillico integrato da simboli speciali.

## Distribuzione geografica
L'abcaso è parlato principalmente in Abcasia. L'abcaso è parlato anche da membri della grande diaspora Muhajir Abkhaz, che sono collocati per lo più in Turchia con piccoli gruppi che vivono in Siria, nella repubblica autonoma di Georgia di Agiaria e di Giordania, e durante più recenti migrazioni negli stati occidentali come Germania, i Paesi Bassi e gli Stati Uniti. Comunque, l'esatto numero di coloro che parlano la lingua abcasa in questi stati rimane sconosciuto a causa della mancanza di numeri ufficiali.

### Status ufficiale
L'abcaso è la lingua ufficiale della Repubblica Abcasa (o, da un altro punto di vista: seconda lingua ufficiale della Georgia sul territorio dell'Abcasia).

### Dialetti
Generalmente si considera che l'abcaso abbia tre principali dialetti: Abzhywa, Bzyp (i dialetti caucasi) e Sadz (in Turchia).

### Vocali
L'abcaso ha solamente due vocali distintive: una vocale aperta /a/ e una vocale chiusa /ı, ǝ/. Dipendentemente dal contesto entrambe le vocali possono essere realizzate come [e,i,o,u,y,ø].